# Rothia mucilaginosa
Rothia mucilaginosa, anteriormente conocida como Stomacoccus mucilaginosus, es una especie de bacteria que forma parte de la microbiota de la cavidad oral, la faringe y el tracto superior respiratorio en humanos. Son cocos encapsulados, no tienen motilidad y no son formadoras de esporas, generalmente se encuentran agrupados en racimos, aunque también pueden formar pares o tetradas. Son anaerobias facultativas, Gram positiva y positivas a la reacción de Voges-Proskauer. Reducen los nitratos en nitritos y pueden degradar gelatina y esculina. Las colonias que forman son transparentes, convexas y mucoides, y crecen óptimamente a 30-37 °C.
Aunque es comensal normal en el tracto respiratorio y normalmente no es patógena, puede causar infecciones en pacientes inmunocomprometidos como bacteremias, endocarditis, meningitis, neumonía, entre otras.